# Tarn'bus
TarnBus est un réseau de transport couvrant le département du Tarn sur 23 lignes régulières desservant les principales pôles départemental Albi et Castres.
Dans le cadre de la loi NOTRe, la région Occitanie devient compétente en matière de transport en commun à la place des départements. De ce fait, en septembre 2018, le réseau Tarn'bus laisse place au réseau régional des lignes intermodales d'Occitanie (LiO).

## Les lignes régulières
Les horaires et les numéros de lignes sont issus des fiches horaires du réseau, et sont applicables à partir du 2 septembre 2019.

### Lignes 701 à 717
| Ligne | Caractéristiques | Caractéristiques | Caractéristiques | Caractéristiques | Caractéristiques | Caractéristiques | Caractéristiques | Caractéristiques | Caractéristiques |
| 701   | Albi — Gare Routière ⥋ Carmaux — Gare SNCF / Mirandol-Bourgnounac — Centre | Albi — Gare Routière ⥋ Carmaux — Gare SNCF / Mirandol-Bourgnounac — Centre                                                          | Albi — Gare Routière ⥋ Carmaux — Gare SNCF / Mirandol-Bourgnounac — Centre                                                          | Albi — Gare Routière ⥋ Carmaux — Gare SNCF / Mirandol-Bourgnounac — Centre                                                          | Albi — Gare Routière ⥋ Carmaux — Gare SNCF / Mirandol-Bourgnounac — Centre                                                          | Albi — Gare Routière ⥋ Carmaux — Gare SNCF / Mirandol-Bourgnounac — Centre                                                          | Albi — Gare Routière ⥋ Carmaux — Gare SNCF / Mirandol-Bourgnounac — Centre                                                          | Albi — Gare Routière ⥋ Carmaux — Gare SNCF / Mirandol-Bourgnounac — Centre                                                          | Albi — Gare Routière ⥋ Carmaux — Gare SNCF / Mirandol-Bourgnounac — Centre                                                          |
| ----- | --- | --- | --- | --- | --- | --- | --- | --- | --- |
| 701   | Ouverture / Fermeture — / — | Longueur 17-31 km | Durée 25-45 min | Nb. d’arrêts 22 | Matériel — | Jours de fonctionnement L, Ma, Me, J, V, S                                                                                          | Jour / Soir / Nuit / Fêtes O / N / N / N                                                                                            | Voy. / an — | Exploitant SPL D'un point à l'autre                                                                                                 |
| 701   | Desserte : - Villes et lieux desservis : Albi, Lescure-d'Albigeois, Blaye-les-Mines, Carmaux, Almayrac, Mirandol-Bourgnounac. - Gare desservie : Carmaux, Albi (Gare Routière). | | | | | | | | |
| 701   | Autre : - Arrêts non accessibles aux UFR : Tous sauf Albi Halte Routière et Carmaux Gare SNCF. - Amplitudes horaires : La ligne circule du lundi au vendredi de 6h30 à 19h40 et le samedi de 8h05 à 19h. - Fréquence de passage : Le temps d'attente entre deux bus varie de 10 à 20 min en heures de pointe et de 1h15 à 1h30 en heures creuses. - Particularités : Seuls trois services par jour (un le matin, le midi et le soir) continuent après Carmaux vers Mirandol-Bourgnounac. - Date de dernière mise à jour : 26 août 2019. | | | | | | | | |
| 701   | Dernière actualisation : — | | | | | | | | |
| 702   | Albi — Halte Routière ⥋ Gaillac — Gare Routière / Saint-Sulpice-la-Pointe — Gare Routière | Albi — Halte Routière ⥋ Gaillac — Gare Routière / Saint-Sulpice-la-Pointe — Gare Routière                                           | Albi — Halte Routière ⥋ Gaillac — Gare Routière / Saint-Sulpice-la-Pointe — Gare Routière                                           | Albi — Halte Routière ⥋ Gaillac — Gare Routière / Saint-Sulpice-la-Pointe — Gare Routière                                           | Albi — Halte Routière ⥋ Gaillac — Gare Routière / Saint-Sulpice-la-Pointe — Gare Routière                                           | Albi — Halte Routière ⥋ Gaillac — Gare Routière / Saint-Sulpice-la-Pointe — Gare Routière                                           | Albi — Halte Routière ⥋ Gaillac — Gare Routière / Saint-Sulpice-la-Pointe — Gare Routière                                           | Albi — Halte Routière ⥋ Gaillac — Gare Routière / Saint-Sulpice-la-Pointe — Gare Routière                                           | Albi — Halte Routière ⥋ Gaillac — Gare Routière / Saint-Sulpice-la-Pointe — Gare Routière                                           |
| 702   | Ouverture / Fermeture — / — | Longueur — | Durée 30-65 min | Nb. d’arrêts 36 | Matériel — | Jours de fonctionnement L, Ma, Me, J, V, S                                                                                          | Jour / Soir / Nuit / Fêtes O / N / N / N                                                                                            | Voy. / an — | Exploitant SPL D'un point à l'autre                                                                                                 |
| 702   | Desserte : - Villes et lieux desservis : Albi, Marssac-sur-Tarn, Labastide-de-Lévis, Rivières, Gaillac, Lisle-sur-Tarn, Rabastens, Saint-Sulpice-la-Pointe. - Gares desservies : Lisle-sur-Tarn, Gaillac (Gare Routière), Saint-Sulpice-la-Pointe (Gare Routière). | | | | | | | | |
| 702   | Autre : - Arrêts non accessibles aux UFR : Tous sauf Albi Halte Routière, Gaillac Gare Routière et Saint-Sulpice Gare Routière. - Amplitudes horaires : La ligne circule du lundi au vendredi de 6h10 à 20h05 et le samedi de 8h50 à 18h10. - Fréquence de passage : Le temps d'attente entre deux bus varie de 10 à 35 min en heures de pointe et de 30 min à 1h en heures creuses. - Particularités : Le samedi la ligne dessert uniquement la branche de Albi à Gaillac. - Date de dernière mise à jour : 26 août 2019.              | | | | | | | | |
| 702   | Dernière actualisation : — | | | | | | | | |
| 703   | Albi — Gare Routière ⥋ Castres — Gare Routière/SNCF | Albi — Gare Routière ⥋ Castres — Gare Routière/SNCF                                                                                 | Albi — Gare Routière ⥋ Castres — Gare Routière/SNCF                                                                                 | Albi — Gare Routière ⥋ Castres — Gare Routière/SNCF                                                                                 | Albi — Gare Routière ⥋ Castres — Gare Routière/SNCF                                                                                 | Albi — Gare Routière ⥋ Castres — Gare Routière/SNCF                                                                                 | Albi — Gare Routière ⥋ Castres — Gare Routière/SNCF                                                                                 | Albi — Gare Routière ⥋ Castres — Gare Routière/SNCF                                                                                 | Albi — Gare Routière ⥋ Castres — Gare Routière/SNCF                                                                                 |
| 703   | Ouverture / Fermeture — / — | Longueur 43 km | Durée 50 min | Nb. d’arrêts 22 | Matériel — | Jours de fonctionnement L, Ma, Me, J, V                                                                                             | Jour / Soir / Nuit / Fêtes O / N / N / N                                                                                            | Voy. / an — | Exploitant SPL D'un point à l'autre                                                                                                 |
| 703   | Desserte : - Villes et lieux desservis : Albi, Puygouzon, Labastide-Dénat, Dénat, Lombers, Réalmont, Vénès, Peyregoux, Montfa, Saint-Germier, Castres. - Gares desservies : Castres, Albi (Gare Routière). | | | | | | | | |
| 703   | Autre : - Arrêts non accessibles aux UFR : Tous sauf Albi Gare Routière et Castres Gare Routière/SNCF. - Amplitudes horaires : La ligne circule du lundi au vendredi de 6h50 à 20h50 et le samedi de 6h50 à 19h40. - Fréquence de passage : Le temps d'attente entre deux bus varie de 5 à 15 min toute la journée. - Date de dernière mise à jour : 26 août 2019. | | | | | | | | |
| 703   | Dernière actualisation : — | | | | | | | | |
| 704   | Gaillac — Gare Routière ⥋ Graulhet — Gare Routière / Castres — Gare Routière/SNCF | Gaillac — Gare Routière ⥋ Graulhet — Gare Routière / Castres — Gare Routière/SNCF                                                   | Gaillac — Gare Routière ⥋ Graulhet — Gare Routière / Castres — Gare Routière/SNCF                                                   | Gaillac — Gare Routière ⥋ Graulhet — Gare Routière / Castres — Gare Routière/SNCF                                                   | Gaillac — Gare Routière ⥋ Graulhet — Gare Routière / Castres — Gare Routière/SNCF                                                   | Gaillac — Gare Routière ⥋ Graulhet — Gare Routière / Castres — Gare Routière/SNCF                                                   | Gaillac — Gare Routière ⥋ Graulhet — Gare Routière / Castres — Gare Routière/SNCF                                                   | Gaillac — Gare Routière ⥋ Graulhet — Gare Routière / Castres — Gare Routière/SNCF                                                   | Gaillac — Gare Routière ⥋ Graulhet — Gare Routière / Castres — Gare Routière/SNCF                                                   |
| 704   | Ouverture / Fermeture — / — | Longueur 23-54 km | Durée 25-60 min | Nb. d’arrêts 21 | Matériel — | Jours de fonctionnement L, Ma, Me, J, V, S                                                                                          | Jour / Soir / Nuit / Fêtes O / N / N / N                                                                                            | Voy. / an — | Exploitant SPL D'un point à l'autre                                                                                                 |
| 704   | Desserte : - Villes et lieux desservis : Gaillac, Brens, Técou, Cadalen, Labessière-Candeil, Graulhet, Brousse, Lautrec, Jonquières, Castres. - Gares desservies : Castres, Gaillac (Gare Routière), Graulhet (Gare Routière). | | | | | | | | |
| 704   | Autre : - Arrêts non accessibles aux UFR : Tous sauf Gaillac Gare Routière, Graulhet Gare Routière et Castres Gare Routière/SNCF. - Amplitudes horaires : La ligne circule du lundi au vendredi de 6h15 à 19h35 et le samedi de 8h à 19h30. - Fréquence de passage : Le temps d'attente entre deux bus varie de 5 à 15 min en heures de pointe et de 1h à 1h45 en heures creuses. - Date de dernière mise à jour : 26 août 2019. | | | | | | | | |
| 704   | Dernière actualisation : — | | | | | | | | |
| 705   | Albi — Halte Routière / Graulhet — Gare Routière ⥋ Lavaur — Gare Routière | Albi — Halte Routière / Graulhet — Gare Routière ⥋ Lavaur — Gare Routière                                                           | Albi — Halte Routière / Graulhet — Gare Routière ⥋ Lavaur — Gare Routière                                                           | Albi — Halte Routière / Graulhet — Gare Routière ⥋ Lavaur — Gare Routière                                                           | Albi — Halte Routière / Graulhet — Gare Routière ⥋ Lavaur — Gare Routière                                                           | Albi — Halte Routière / Graulhet — Gare Routière ⥋ Lavaur — Gare Routière                                                           | Albi — Halte Routière / Graulhet — Gare Routière ⥋ Lavaur — Gare Routière                                                           | Albi — Halte Routière / Graulhet — Gare Routière ⥋ Lavaur — Gare Routière                                                           | Albi — Halte Routière / Graulhet — Gare Routière ⥋ Lavaur — Gare Routière                                                           |
| 705   | Ouverture / Fermeture — / — | Longueur 31-52 km | Durée 35-75 min | Nb. d’arrêts 37 | Matériel — | Jours de fonctionnement L, Ma, Me, J, V, S                                                                                          | Jour / Soir / Nuit / Fêtes O / N / N / N                                                                                            | Voy. / an — | Exploitant SPL D'un point à l'autre                                                                                                 |
| 705   | Desserte : - Villes et lieux desservis : Albi, Puygouzon, Lombers, Laboutarie, Montdragon, Graulhet, Briatexte, Puybegon, Saint-Gauzens, Ambres, Lavaur (Tarn). - Gares desservies : Gare Routière de Gaillac, Gare Routière de Lavaur. | | | | | | | | |
| 705   | Autre : - Arrêts non accessibles aux UFR : Tous sauf Albi Halte Routière, Graulhet Gare Routière et Lavaur Gare Routière. - Amplitudes horaires : La ligne circule du lundi au vendredi de 6h10 à 19h55 et le samedi de 8h à 18h40. - Fréquence de passage : Le temps d'attente entre deux bus varie de 15 min à 1h en heures de pointe et de 1h à 1h30 en heures creuses. - Date de dernière mise à jour : 26 août 2019. | | | | | | | | |
| 705   | Dernière actualisation : — | | | | | | | | |
| 706   | Albi — Halte Routière ⥋ Valence-d'Albigeois — Foirail / Réquista — Église | Albi — Halte Routière ⥋ Valence-d'Albigeois — Foirail / Réquista — Église                                                           | Albi — Halte Routière ⥋ Valence-d'Albigeois — Foirail / Réquista — Église                                                           | Albi — Halte Routière ⥋ Valence-d'Albigeois — Foirail / Réquista — Église                                                           | Albi — Halte Routière ⥋ Valence-d'Albigeois — Foirail / Réquista — Église                                                           | Albi — Halte Routière ⥋ Valence-d'Albigeois — Foirail / Réquista — Église                                                           | Albi — Halte Routière ⥋ Valence-d'Albigeois — Foirail / Réquista — Église                                                           | Albi — Halte Routière ⥋ Valence-d'Albigeois — Foirail / Réquista — Église                                                           | Albi — Halte Routière ⥋ Valence-d'Albigeois — Foirail / Réquista — Église                                                           |
| 706   | Ouverture / Fermeture — / — | Longueur 40 km | Durée 20-55 min | Nb. d’arrêts 23 | Matériel — | Jours de fonctionnement L, Ma, Me, J, V, S                                                                                          | Jour / Soir / Nuit / Fêtes O / N / N / N                                                                                            | Voy. / an — | Exploitant SPL D'un point à l'autre                                                                                                 |
| 706   | Desserte : - Villes et lieux desservis : Albi, Lescure-d'Albigeois, Saussenac, Andouque, Saint-Julien-Gaulène, Valence-d'Albigeois, Saint-Jean-Delnous, Le Dourn, Réquista. - Gare desservie : — | | | | | | | | |
| 706   | Autre : - Arrêts non accessibles aux UFR : Tous sauf Albi Halte Routière et Valence Foirail. - Amplitudes horaires : La ligne circule du lundi au vendredi de 6h40 à 19h40 et le samedi de 7h30 à 12h. - Fréquence de passage : Le temps d'attente entre deux bus varie de 35 min à 1h en heures de pointe et est d'environ 4h en heures creuses. - Date de dernière mise à jour : 26 août 2019. | | | | | | | | |
| 706   | Dernière actualisation : — | | | | | | | | |
| 707   | Albi — Gare Routière ⥋ Vindrac-Alayrac — Gare SNCF / Milhars — Centre | Albi — Gare Routière ⥋ Vindrac-Alayrac — Gare SNCF / Milhars — Centre                                                               | Albi — Gare Routière ⥋ Vindrac-Alayrac — Gare SNCF / Milhars — Centre                                                               | Albi — Gare Routière ⥋ Vindrac-Alayrac — Gare SNCF / Milhars — Centre                                                               | Albi — Gare Routière ⥋ Vindrac-Alayrac — Gare SNCF / Milhars — Centre                                                               | Albi — Gare Routière ⥋ Vindrac-Alayrac — Gare SNCF / Milhars — Centre                                                               | Albi — Gare Routière ⥋ Vindrac-Alayrac — Gare SNCF / Milhars — Centre                                                               | Albi — Gare Routière ⥋ Vindrac-Alayrac — Gare SNCF / Milhars — Centre                                                               | Albi — Gare Routière ⥋ Vindrac-Alayrac — Gare SNCF / Milhars — Centre                                                               |
| 707   | Ouverture / Fermeture — / — | Longueur 25-39 km | Durée 40-50 min | Nb. d’arrêts 16 | Matériel — | Jours de fonctionnement L, Ma, Me, J, V, S                                                                                          | Jour / Soir / Nuit / Fêtes O / N / N / N                                                                                            | Voy. / an — | Exploitant SPL D'un point à l'autre                                                                                                 |
| 707   | Desserte : - Villes et lieux desservis : Albi, Cagnac-les-Mines, Villeneuve-sur-Vère, Livers-Cazelles, Cordes-sur-Ciel, Les Cabannes, Vindrac-Alayrac, Marnaves, Milhars. - Gare desservie : Cordes-Vindrac. | | | | | | | | |
| 707   | Autre : - Arrêts non accessibles aux UFR : Tous sauf Albi Halte Routière et Vindrac Gare SNCF. - Amplitudes horaires : La ligne circule du lundi au vendredi de 6h45 à 19h et le samedi de 8h à 18h50. - Fréquence de passage : Le temps d'attente entre deux bus varie de 15 min à 1h15 en heures de pointe et est d'environ 4h en heures creuses. - Date de dernière mise à jour : 26 août 2019. | | | | | | | | |
| 707   | Dernière actualisation : — | | | | | | | | |
| 708   | Albi — Gare Routière ⥋ Alban — Centre / Lacaune — Centre / Murat — Bourg | Albi — Gare Routière ⥋ Alban — Centre / Lacaune — Centre / Murat — Bourg                                                            | Albi — Gare Routière ⥋ Alban — Centre / Lacaune — Centre / Murat — Bourg                                                            | Albi — Gare Routière ⥋ Alban — Centre / Lacaune — Centre / Murat — Bourg                                                            | Albi — Gare Routière ⥋ Alban — Centre / Lacaune — Centre / Murat — Bourg                                                            | Albi — Gare Routière ⥋ Alban — Centre / Lacaune — Centre / Murat — Bourg                                                            | Albi — Gare Routière ⥋ Alban — Centre / Lacaune — Centre / Murat — Bourg                                                            | Albi — Gare Routière ⥋ Alban — Centre / Lacaune — Centre / Murat — Bourg                                                            | Albi — Gare Routière ⥋ Alban — Centre / Lacaune — Centre / Murat — Bourg                                                            |
| 708   | Ouverture / Fermeture — / — | Longueur 81 km | Durée 40-115 min | Nb. d’arrêts 29 | Matériel — | Jours de fonctionnement L, Ma, Me, J, V                                                                                             | Jour / Soir / Nuit / Fêtes O / N / N / N                                                                                            | Voy. / an — | Exploitant SPL D'un point à l'autre                                                                                                 |
| 708   | Desserte : - Villes et lieux desservis : Albi, Cunac, Cambon, Bellegarde-Marsal, Ambialet, Le Fraysse, Alban, Curvalle, Miolles, Montfranc, Saint-Salvi-de-Carcavès, Lacaune, Moulin-Mage, Murat-sur-Vèbre. - Gare desservie : Albi (Gare Routière). | | | | | | | | |
| 708   | Autre : - Arrêts non accessibles aux UFR : Tous sauf Albi Halte Routière et Moulin Mage Latrivalle. - Amplitudes horaires : La ligne circule du lundi au vendredi de 6h30 à 20h10. - Particularités : La ligne est doublée par la ligne 920 du réseau LiO vers Millau en desservant certains arrêts de la ligne. La ligne 920 remplace la ligne 708 le week-end. - Date de dernière mise à jour : 26 août 2019. | | | | | | | | |
| 708   | Dernière actualisation : — | | | | | | | | |
| 709   | T'Ex | T'Ex | T'Ex | T'Ex | T'Ex | T'Ex | T'Ex | T'Ex | T'Ex |
| 709   | Albi — Gare Routière ⥋ Saint-Sulpice-la-Pointe — Gare SNCF / Lavaur — Gare Routière | | | | | | | | |
| 709   | Ouverture / Fermeture — / — | Longueur 55 km | Durée 45-50 min | Nb. d’arrêts 14 | Matériel — | Jours de fonctionnement L, Ma, Me, J, V                                                                                             | Jour / Soir / Nuit / Fêtes O / N / N / N                                                                                            | Voy. / an — | Exploitant SPL D'un point à l'autre                                                                                                 |
| 709   | Desserte : - Villes et lieux desservis : Albi, Le Séquestre, Gaillac, Saint-Sulpice-la-Pointe, Lavaur. - Gares desservies : Gare Routière d'Albi, Gare Routière de Lavaur, Gare Routière de Saint-Sulpice-la-Pointe. | | | | | | | | |
| 709   | Autre : - Arrêts non accessibles aux UFR : Tous sauf Albi Gare Routière et Lavaur Gare Routière. - Amplitudes horaires : La ligne circule du lundi au vendredi de 6h30 à 20h. - Particularités : La ligne est express : elle emprunte l'autoroute et ne dessert pas les communes entre les terminus (sauf Le Séquestre et Gaillac). - Date de dernière mise à jour : 26 août 2019. | | | | | | | | |
| 709   | Dernière actualisation : — | | | | | | | | |
| 710   | Gaillac — Gare Routière ⥋ Lavaur — Gare Routière / Collège des Clauzades | Gaillac — Gare Routière ⥋ Lavaur — Gare Routière / Collège des Clauzades                                                            | Gaillac — Gare Routière ⥋ Lavaur — Gare Routière / Collège des Clauzades                                                            | Gaillac — Gare Routière ⥋ Lavaur — Gare Routière / Collège des Clauzades                                                            | Gaillac — Gare Routière ⥋ Lavaur — Gare Routière / Collège des Clauzades                                                            | Gaillac — Gare Routière ⥋ Lavaur — Gare Routière / Collège des Clauzades                                                            | Gaillac — Gare Routière ⥋ Lavaur — Gare Routière / Collège des Clauzades                                                            | Gaillac — Gare Routière ⥋ Lavaur — Gare Routière / Collège des Clauzades                                                            | Gaillac — Gare Routière ⥋ Lavaur — Gare Routière / Collège des Clauzades                                                            |
| 710   | Ouverture / Fermeture — / — | Longueur 28 km | Durée 35 min | Nb. d’arrêts 18 | Matériel — | Jours de fonctionnement L, Ma, Me, J, V                                                                                             | Jour / Soir / Nuit / Fêtes O / N / N / N                                                                                            | Voy. / an — | Exploitant SPL D'un point à l'autre                                                                                                 |
| 710   | Desserte : - Villes et lieux desservis : Gaillac, Brens, Montans, Peyrole, Parisot, Giroussens, Ambres, Lavaur. - Gares desservies : Gare Routière de Gaillac, Gare Routière de Lavaur. | | | | | | | | |
| 710   | Autre : - Arrêts non accessibles aux UFR : Tous sauf Gaillac Gare Routière et Lavaur Gare Routière. - Amplitudes horaires : La ligne circule du lundi au vendredi de 7h à 18h45. - Date de dernière mise à jour : 26 août 2019. | | | | | | | | |
| 710   | Dernière actualisation : — | | | | | | | | |
| 711   | Albi — Gare Routière ⥋ Carmaux — Gare SNCF via Cagnac-les-Mines | Albi — Gare Routière ⥋ Carmaux — Gare SNCF via Cagnac-les-Mines                                                                     | Albi — Gare Routière ⥋ Carmaux — Gare SNCF via Cagnac-les-Mines                                                                     | Albi — Gare Routière ⥋ Carmaux — Gare SNCF via Cagnac-les-Mines                                                                     | Albi — Gare Routière ⥋ Carmaux — Gare SNCF via Cagnac-les-Mines                                                                     | Albi — Gare Routière ⥋ Carmaux — Gare SNCF via Cagnac-les-Mines                                                                     | Albi — Gare Routière ⥋ Carmaux — Gare SNCF via Cagnac-les-Mines                                                                     | Albi — Gare Routière ⥋ Carmaux — Gare SNCF via Cagnac-les-Mines                                                                     | Albi — Gare Routière ⥋ Carmaux — Gare SNCF via Cagnac-les-Mines                                                                     |
| 711   | Ouverture / Fermeture — / — | Longueur 18,5 km | Durée 30 min | Nb. d’arrêts 17 | Matériel — | Jours de fonctionnement L, Ma, Me, J, V, S                                                                                          | Jour / Soir / Nuit / Fêtes O / N / N / N                                                                                            | Voy. / an — | Exploitant SPL D'un point à l'autre                                                                                                 |
| 711   | Desserte : - Villes et lieux desservis : Albi, Lescure-d'Albigeois, Cagnac-les-Mines, Taïx, Blaye-les-Mines, Saint-Benoît-de-Carmaux, Carmaux. - Gare desservie : Carmaux. | | | | | | | | |
| 711   | Autre : - Amplitudes horaires : La ligne circule du lundi au vendredi de 6h35 à 20h25 et le samedi de 8h15 à 20h25. - Date de dernière mise à jour : 11 août 2019. | | | | | | | | |
| 711   | Dernière actualisation : — | | | | | | | | |
| 712   | Albi — Gare Routière ⥋ Gaillac — Gare Routière | Albi — Gare Routière ⥋ Gaillac — Gare Routière                                                                                      | Albi — Gare Routière ⥋ Gaillac — Gare Routière                                                                                      | Albi — Gare Routière ⥋ Gaillac — Gare Routière                                                                                      | Albi — Gare Routière ⥋ Gaillac — Gare Routière                                                                                      | Albi — Gare Routière ⥋ Gaillac — Gare Routière                                                                                      | Albi — Gare Routière ⥋ Gaillac — Gare Routière                                                                                      | Albi — Gare Routière ⥋ Gaillac — Gare Routière                                                                                      | Albi — Gare Routière ⥋ Gaillac — Gare Routière                                                                                      |
| 712   | Ouverture / Fermeture — / — | Longueur 25 km | Durée 40 min | Nb. d’arrêts 19 | Matériel — | Jours de fonctionnement L, Ma, Me, J, V                                                                                             | Jour / Soir / Nuit / Fêtes O / N / N / N                                                                                            | Voy. / an — | Exploitant SPL D'un point à l'autre                                                                                                 |
| 712   | Desserte : - Villes et lieux desservis : Albi, Marssac-sur-Tarn, Lagrave, Brens, Gaillac. - Gare desservie : — | | | | | | | | |
| 712   | Autre : - Amplitudes horaires : La ligne circule du lundi au vendredi de 6h20 à 18h55 en période scolaire uniquement. L'été, elle ne circule que sur réservation. - Date de dernière mise à jour : 11 août 2019. | | | | | | | | |
| 712   | Dernière actualisation : — | | | | | | | | |
| 715   | Graulhet — Place du Jourdain ⥋ Réalmont — Centre / Montredon-Labessonnié — Centre / Montredon-Labessonnié — Zoo (Uniquement en été) | Graulhet — Place du Jourdain ⥋ Réalmont — Centre / Montredon-Labessonnié — Centre / Montredon-Labessonnié — Zoo (Uniquement en été) | Graulhet — Place du Jourdain ⥋ Réalmont — Centre / Montredon-Labessonnié — Centre / Montredon-Labessonnié — Zoo (Uniquement en été) | Graulhet — Place du Jourdain ⥋ Réalmont — Centre / Montredon-Labessonnié — Centre / Montredon-Labessonnié — Zoo (Uniquement en été) | Graulhet — Place du Jourdain ⥋ Réalmont — Centre / Montredon-Labessonnié — Centre / Montredon-Labessonnié — Zoo (Uniquement en été) | Graulhet — Place du Jourdain ⥋ Réalmont — Centre / Montredon-Labessonnié — Centre / Montredon-Labessonnié — Zoo (Uniquement en été) | Graulhet — Place du Jourdain ⥋ Réalmont — Centre / Montredon-Labessonnié — Centre / Montredon-Labessonnié — Zoo (Uniquement en été) | Graulhet — Place du Jourdain ⥋ Réalmont — Centre / Montredon-Labessonnié — Centre / Montredon-Labessonnié — Zoo (Uniquement en été) | Graulhet — Place du Jourdain ⥋ Réalmont — Centre / Montredon-Labessonnié — Centre / Montredon-Labessonnié — Zoo (Uniquement en été) |
| 715   | Ouverture / Fermeture — / — | Longueur 18/33 km | Durée 21/40 min | Nb. d’arrêts 10/18 | Matériel — | Jours de fonctionnement L, Ma, Me, J, V                                                                                             | Jour / Soir / Nuit / Fêtes O / N / N / N                                                                                            | Voy. / an — | Exploitant SPL D'un point à l'autre                                                                                                 |
| 715   | Desserte : Graulhet, Montdragon, Laboutarie, Réalmont, Saint-Lieux-Lafenasse, Montredon-Labessonnié. - Gare desservie : — | | | | | | | | |
| 715   | Autre : - Amplitudes horaires : La ligne circule du lundi au vendredi de 6h40 à 19h05. - Date de dernière mise à jour : 11 août 2019. | | | | | | | | |
| 715   | Dernière actualisation : — | | | | | | | | |
| 716   | Albi — Gare Routière ⥋ Valderiès — Centre / Valence-d'Albigeois — Foirail | Albi — Gare Routière ⥋ Valderiès — Centre / Valence-d'Albigeois — Foirail                                                           | Albi — Gare Routière ⥋ Valderiès — Centre / Valence-d'Albigeois — Foirail                                                           | Albi — Gare Routière ⥋ Valderiès — Centre / Valence-d'Albigeois — Foirail                                                           | Albi — Gare Routière ⥋ Valderiès — Centre / Valence-d'Albigeois — Foirail                                                           | Albi — Gare Routière ⥋ Valderiès — Centre / Valence-d'Albigeois — Foirail                                                           | Albi — Gare Routière ⥋ Valderiès — Centre / Valence-d'Albigeois — Foirail                                                           | Albi — Gare Routière ⥋ Valderiès — Centre / Valence-d'Albigeois — Foirail                                                           | Albi — Gare Routière ⥋ Valderiès — Centre / Valence-d'Albigeois — Foirail                                                           |
| 716   | Ouverture / Fermeture — / — | Longueur 15/30 km | Durée 25/45 min | Nb. d’arrêts 11/19 | Matériel — | Jours de fonctionnement L, Ma, Me, J, V                                                                                             | Jour / Soir / Nuit / Fêtes O / N / N / N                                                                                            | Voy. / an — | Exploitant SPL D'un point à l'autre                                                                                                 |
| 716   | Desserte : Albi, Lescure-d'Albigeois, Valderiès, Saussenac, Andouque, Saint-Julien-Gaulène, Valence-d'Albigeois. - Gare desservie : — | | | | | | | | |
| 716   | Autre : - Amplitudes horaires : La ligne circule du lundi au vendredi de 6h40 à 19h05. - Date de dernière mise à jour : 11 août 2019. | | | | | | | | |
| 716   | Dernière actualisation : — | | | | | | | | |
| 717   | Saint-Sulpice-la-Pointe — Gare SNCF ⥋ Bessières — Mazade / Montauban — Gare SNCF | Saint-Sulpice-la-Pointe — Gare SNCF ⥋ Bessières — Mazade / Montauban — Gare SNCF                                                    | Saint-Sulpice-la-Pointe — Gare SNCF ⥋ Bessières — Mazade / Montauban — Gare SNCF                                                    | Saint-Sulpice-la-Pointe — Gare SNCF ⥋ Bessières — Mazade / Montauban — Gare SNCF                                                    | Saint-Sulpice-la-Pointe — Gare SNCF ⥋ Bessières — Mazade / Montauban — Gare SNCF                                                    | Saint-Sulpice-la-Pointe — Gare SNCF ⥋ Bessières — Mazade / Montauban — Gare SNCF                                                    | Saint-Sulpice-la-Pointe — Gare SNCF ⥋ Bessières — Mazade / Montauban — Gare SNCF                                                    | Saint-Sulpice-la-Pointe — Gare SNCF ⥋ Bessières — Mazade / Montauban — Gare SNCF                                                    | Saint-Sulpice-la-Pointe — Gare SNCF ⥋ Bessières — Mazade / Montauban — Gare SNCF                                                    |
| 717   | Ouverture / Fermeture 3 septembre 2018 / — | Longueur — | Durée 15/55 min | Nb. d’arrêts 18 | Matériel — | Jours de fonctionnement L, Ma, Me, J, V                                                                                             | Jour / Soir / Nuit / Fêtes O / N / N / N                                                                                            | Voy. / an — | Exploitant SPL D'un point à l'autre                                                                                                 |
| 717   | Desserte : - Villes et lieux desservis : Saint-Sulpice-la-Pointe, Buzet-sur-Tarn, Bessières, Villematier, Villemur-sur-Tarn, Orgueil, Labastide-Saint-Pierre, Bressols, Montauban. - Gares desservies : Gare de Saint-Sulpice-la-Pointe, Gare de Montauban. | | | | | | | | |
| 717   | Autre : - Arrêts non accessibles aux UFR : Tous sauf Montauban Gare SNCF et Saint-Sulpice Gare SNCF. - Amplitudes horaires : La ligne circule du lundi au vendredi de 6h à 19h25. - Particularités : La ligne ne dessert la branche de Bessières à Montauban qu'à certains services, au rythme de 3 allers-retours quotidiens. - Date de dernière mise à jour : 5 avril 2019. | | | | | | | | |
| 717   | Dernière actualisation : — | | | | | | | | |

### Lignes 760 à 768
| Ligne | Caractéristiques | Caractéristiques                                                                                  | Caractéristiques                                                                                  | Caractéristiques                                                                                  | Caractéristiques                                                                                  | Caractéristiques                                                                                  | Caractéristiques                                                                                  | Caractéristiques                                                                                  | Caractéristiques                                                                                  |
| 760   | Mazamet — Gare Routière / Castres — Gare Routière/SNCF ⥋ Toulouse — Les Argoulets / Gare Routière | Mazamet — Gare Routière / Castres — Gare Routière/SNCF ⥋ Toulouse — Les Argoulets / Gare Routière | Mazamet — Gare Routière / Castres — Gare Routière/SNCF ⥋ Toulouse — Les Argoulets / Gare Routière | Mazamet — Gare Routière / Castres — Gare Routière/SNCF ⥋ Toulouse — Les Argoulets / Gare Routière | Mazamet — Gare Routière / Castres — Gare Routière/SNCF ⥋ Toulouse — Les Argoulets / Gare Routière | Mazamet — Gare Routière / Castres — Gare Routière/SNCF ⥋ Toulouse — Les Argoulets / Gare Routière | Mazamet — Gare Routière / Castres — Gare Routière/SNCF ⥋ Toulouse — Les Argoulets / Gare Routière | Mazamet — Gare Routière / Castres — Gare Routière/SNCF ⥋ Toulouse — Les Argoulets / Gare Routière | Mazamet — Gare Routière / Castres — Gare Routière/SNCF ⥋ Toulouse — Les Argoulets / Gare Routière |
| ----- | --- | ------------------------------------------------------------------------------------------------- | ------------------------------------------------------------------------------------------------- | ------------------------------------------------------------------------------------------------- | ------------------------------------------------------------------------------------------------- | ------------------------------------------------------------------------------------------------- | ------------------------------------------------------------------------------------------------- | ------------------------------------------------------------------------------------------------- | ------------------------------------------------------------------------------------------------- |
| 760   | Ouverture / Fermeture — / — | Longueur —                                                                                        | Durée 80-125 min                                                                                  | Nb. d’arrêts 21                                                                                   | Matériel —                                                                                        | Jours de fonctionnement L, Ma, Me, J, V, S, D                                                     | Jour / Soir / Nuit / Fêtes O / O / N / O                                                          | Voy. / an —                                                                                       | Dépôt —                                                                                           |
| 760   | Desserte : - Villes et lieux desservis : Mazamet, Castres, Saïx, Cambounet-sur-le-Sor, Soual, Saint-Germain-des-Prés, Puylaurens, Cuq-Toulza, Cambon-lès-Lavaur, Maurens-Scopont, Verfeil, Toulouse. - Stations et gares desservies : Toulouse-Matabiau, Castres, Gare routière de Toulouse, Gare Routière de Castres, Gare Routière de Mazamet, Argoulets, Marengo — SNCF.                                                                                 |                                                                                                   |                                                                                                   |                                                                                                   |                                                                                                   |                                                                                                   |                                                                                                   |                                                                                                   |                                                                                                   |
| 760   | Autre : - Arrêts non accessibles aux UFR : Tous sauf Mazamet Gare Routière, Castres Gare Routière/SNCF, Toulouse Les Argoulets et Toulouse Gare Routière. - Amplitudes horaires : La ligne circule du lundi au vendredi de 6h00 à 23h15, le samedi de 4h30 à 23h15 et le dimanche de 9h15 à 23h15. - Particularités : Les services en soirée sont exploités par le réseau TER Occitanie à tarification SNCF. - Date de dernière mise à jour : 31 août 2019. |                                                                                                   |                                                                                                   |                                                                                                   |                                                                                                   |                                                                                                   |                                                                                                   |                                                                                                   |                                                                                                   |
| 760   | Dernière actualisation : — |                                                                                                   |                                                                                                   |                                                                                                   |                                                                                                   |                                                                                                   |                                                                                                   |                                                                                                   |                                                                                                   |
| 761   | Castres — Gare Routière/SNCF ⥋ Revel — Salle Claude Nougaro / Saint-Ferréol | Castres — Gare Routière/SNCF ⥋ Revel — Salle Claude Nougaro / Saint-Ferréol                       | Castres — Gare Routière/SNCF ⥋ Revel — Salle Claude Nougaro / Saint-Ferréol                       | Castres — Gare Routière/SNCF ⥋ Revel — Salle Claude Nougaro / Saint-Ferréol                       | Castres — Gare Routière/SNCF ⥋ Revel — Salle Claude Nougaro / Saint-Ferréol                       | Castres — Gare Routière/SNCF ⥋ Revel — Salle Claude Nougaro / Saint-Ferréol                       | Castres — Gare Routière/SNCF ⥋ Revel — Salle Claude Nougaro / Saint-Ferréol                       | Castres — Gare Routière/SNCF ⥋ Revel — Salle Claude Nougaro / Saint-Ferréol                       | Castres — Gare Routière/SNCF ⥋ Revel — Salle Claude Nougaro / Saint-Ferréol                       |
| 761   | Ouverture / Fermeture — / — | Longueur —                                                                                        | Durée 45-50 min                                                                                   | Nb. d’arrêts 27                                                                                   | Matériel —                                                                                        | Jours de fonctionnement L, Ma, Me, J, V, S                                                        | Jour / Soir / Nuit / Fêtes O / N / N / N                                                          | Voy. / an —                                                                                       | Dépôt —                                                                                           |
| 761   | Desserte : - Villes et lieux desservis : Castres, Naves, Viviers-lès-Montagnes, Saint-Affrique-les-Montagnes, Verdalle, Massaguel, Dourgne, Saint-Amancet, Cahuzac, Sorèze, Revel. - Gares desservies : Castres. |                                                                                                   |                                                                                                   |                                                                                                   |                                                                                                   |                                                                                                   |                                                                                                   |                                                                                                   |                                                                                                   |
| 761   | Autre : - Arrêts non accessibles aux UFR : Tous sauf Castres Gare Routière/SNCF et Revel Salle Claude Nougaro. - Amplitudes horaires : La ligne circule du lundi au vendredi de 6h10 à 19h30 et le samedi de 9h05 à 19h25. - Date de dernière mise à jour : 31 août 2019. |                                                                                                   |                                                                                                   |                                                                                                   |                                                                                                   |                                                                                                   |                                                                                                   |                                                                                                   |                                                                                                   |
| 761   | Dernière actualisation : — |                                                                                                   |                                                                                                   |                                                                                                   |                                                                                                   |                                                                                                   |                                                                                                   |                                                                                                   |                                                                                                   |
| 762   | Castres — Gare Routière/SNCF / Mazamet — Gare SNCF ⥋ Saint-Pons-de-Thomières — Foirail | Castres — Gare Routière/SNCF / Mazamet — Gare SNCF ⥋ Saint-Pons-de-Thomières — Foirail            | Castres — Gare Routière/SNCF / Mazamet — Gare SNCF ⥋ Saint-Pons-de-Thomières — Foirail            | Castres — Gare Routière/SNCF / Mazamet — Gare SNCF ⥋ Saint-Pons-de-Thomières — Foirail            | Castres — Gare Routière/SNCF / Mazamet — Gare SNCF ⥋ Saint-Pons-de-Thomières — Foirail            | Castres — Gare Routière/SNCF / Mazamet — Gare SNCF ⥋ Saint-Pons-de-Thomières — Foirail            | Castres — Gare Routière/SNCF / Mazamet — Gare SNCF ⥋ Saint-Pons-de-Thomières — Foirail            | Castres — Gare Routière/SNCF / Mazamet — Gare SNCF ⥋ Saint-Pons-de-Thomières — Foirail            | Castres — Gare Routière/SNCF / Mazamet — Gare SNCF ⥋ Saint-Pons-de-Thomières — Foirail            |
| 762   | Ouverture / Fermeture — / — | Longueur —                                                                                        | Durée 40-70 min                                                                                   | Nb. d’arrêts 30                                                                                   | Matériel —                                                                                        | Jours de fonctionnement L, Ma, Me, J, V                                                           | Jour / Soir / Nuit / Fêtes O / N / N / N                                                          | Voy. / an —                                                                                       | Dépôt —                                                                                           |
| 762   | Desserte : - Villes et lieux desservis : Castres, Aiguefonde, Saint-Alby, Aussillon, Mazamet, Bout-du-Pont-de-Larn, Saint-Amans-Soult, Saint-Amans-Valtoret, Albine, Sauveterre, Lacabarède, Labastide-Rouairoux, Courniou, Saint-Pons-de-Thomières. - Gares desservies : Castres, Mazamet. |                                                                                                   |                                                                                                   |                                                                                                   |                                                                                                   |                                                                                                   |                                                                                                   |                                                                                                   |                                                                                                   |
| 762   | Autre : - Arrêts non accessibles aux UFR : Tous sauf Castres Gare Routière/SNCF, Mazamet Gare SNCF et Saint-Pons-de-Thomières Foirail. - Amplitudes horaires : La ligne circule du lundi au vendredi de 6h10 à 20h25. - Date de dernière mise à jour : 31 août 2019. |                                                                                                   |                                                                                                   |                                                                                                   |                                                                                                   |                                                                                                   |                                                                                                   |                                                                                                   |                                                                                                   |
| 762   | Dernière actualisation : — |                                                                                                   |                                                                                                   |                                                                                                   |                                                                                                   |                                                                                                   |                                                                                                   |                                                                                                   |                                                                                                   |
| 763   | Castres — Gare Routière/SNCF ⥋ Brassac — Centre / Lacaune — Centre / Murat — Bourg | Castres — Gare Routière/SNCF ⥋ Brassac — Centre / Lacaune — Centre / Murat — Bourg                | Castres — Gare Routière/SNCF ⥋ Brassac — Centre / Lacaune — Centre / Murat — Bourg                | Castres — Gare Routière/SNCF ⥋ Brassac — Centre / Lacaune — Centre / Murat — Bourg                | Castres — Gare Routière/SNCF ⥋ Brassac — Centre / Lacaune — Centre / Murat — Bourg                | Castres — Gare Routière/SNCF ⥋ Brassac — Centre / Lacaune — Centre / Murat — Bourg                | Castres — Gare Routière/SNCF ⥋ Brassac — Centre / Lacaune — Centre / Murat — Bourg                | Castres — Gare Routière/SNCF ⥋ Brassac — Centre / Lacaune — Centre / Murat — Bourg                | Castres — Gare Routière/SNCF ⥋ Brassac — Centre / Lacaune — Centre / Murat — Bourg                |
| 763   | Ouverture / Fermeture — / — | Longueur —                                                                                        | Durée 30-135 min                                                                                  | Nb. d’arrêts 39                                                                                   | Matériel —                                                                                        | Jours de fonctionnement L, Ma, Me, J, V, S                                                        | Jour / Soir / Nuit / Fêtes O / N / N / N                                                          | Voy. / an —                                                                                       | Dépôt —                                                                                           |
| 763   | Desserte : - Villes et lieux desservis : Castres, Burlats, Le Bez, Brassac, Castelnau-de-Brassac, Lacaune, Moulin-Mage, Murat. - Gare desservie : Castres. |                                                                                                   |                                                                                                   |                                                                                                   |                                                                                                   |                                                                                                   |                                                                                                   |                                                                                                   |                                                                                                   |
| 763   | Autre : - Arrêts non accessibles aux UFR : Tous sauf Castres Cèdres et Lacaune Centre. - Amplitudes horaires : La ligne circule du lundi au vendredi de 6h10 à 19h55 et le samedi de 8h30 à 19h40. - Date de dernière mise à jour : 31 août 2019. |                                                                                                   |                                                                                                   |                                                                                                   |                                                                                                   |                                                                                                   |                                                                                                   |                                                                                                   |                                                                                                   |
| 763   | Dernière actualisation : — |                                                                                                   |                                                                                                   |                                                                                                   |                                                                                                   |                                                                                                   |                                                                                                   |                                                                                                   |                                                                                                   |
| 764   | Castres — Gare Routière/SNCF ⥋ Roquecourbe — Centre / Montredon-Labessonnié — Église | Castres — Gare Routière/SNCF ⥋ Roquecourbe — Centre / Montredon-Labessonnié — Église              | Castres — Gare Routière/SNCF ⥋ Roquecourbe — Centre / Montredon-Labessonnié — Église              | Castres — Gare Routière/SNCF ⥋ Roquecourbe — Centre / Montredon-Labessonnié — Église              | Castres — Gare Routière/SNCF ⥋ Roquecourbe — Centre / Montredon-Labessonnié — Église              | Castres — Gare Routière/SNCF ⥋ Roquecourbe — Centre / Montredon-Labessonnié — Église              | Castres — Gare Routière/SNCF ⥋ Roquecourbe — Centre / Montredon-Labessonnié — Église              | Castres — Gare Routière/SNCF ⥋ Roquecourbe — Centre / Montredon-Labessonnié — Église              | Castres — Gare Routière/SNCF ⥋ Roquecourbe — Centre / Montredon-Labessonnié — Église              |
| 764   | Ouverture / Fermeture — / — | Longueur —                                                                                        | Durée 25-40 min                                                                                   | Nb. d’arrêts 19                                                                                   | Matériel —                                                                                        | Jours de fonctionnement L, Ma, Me, J, V, S                                                        | Jour / Soir / Nuit / Fêtes O / N / N / N                                                          | Voy. / an —                                                                                       | Dépôt —                                                                                           |
| 764   | Desserte : - Villes et lieux desservis : Castres, Burlats, Roquecourbe, Montredon-Labessonnié. - Gare desservie : Castres. |                                                                                                   |                                                                                                   |                                                                                                   |                                                                                                   |                                                                                                   |                                                                                                   |                                                                                                   |                                                                                                   |
| 764   | Autre : - Arrêts non accessibles aux UFR : Tous sauf Castres Gare Routière/SNCF et Montredon-Labessonnié Église. - Amplitudes horaires : La ligne circule du lundi au vendredi de 6h55 à 19h30 et le samedi de 7h45 à 18h35. - Date de dernière mise à jour : 31 août 2019. |                                                                                                   |                                                                                                   |                                                                                                   |                                                                                                   |                                                                                                   |                                                                                                   |                                                                                                   |                                                                                                   |
| 764   | Dernière actualisation : — |                                                                                                   |                                                                                                   |                                                                                                   |                                                                                                   |                                                                                                   |                                                                                                   |                                                                                                   |                                                                                                   |
| 765   | Saint-Sulpice-la-Pointe — Gare SNCF ⥋ Lavaur — Gare Routière / Castres — Gare Routière/SNCF | Saint-Sulpice-la-Pointe — Gare SNCF ⥋ Lavaur — Gare Routière / Castres — Gare Routière/SNCF       | Saint-Sulpice-la-Pointe — Gare SNCF ⥋ Lavaur — Gare Routière / Castres — Gare Routière/SNCF       | Saint-Sulpice-la-Pointe — Gare SNCF ⥋ Lavaur — Gare Routière / Castres — Gare Routière/SNCF       | Saint-Sulpice-la-Pointe — Gare SNCF ⥋ Lavaur — Gare Routière / Castres — Gare Routière/SNCF       | Saint-Sulpice-la-Pointe — Gare SNCF ⥋ Lavaur — Gare Routière / Castres — Gare Routière/SNCF       | Saint-Sulpice-la-Pointe — Gare SNCF ⥋ Lavaur — Gare Routière / Castres — Gare Routière/SNCF       | Saint-Sulpice-la-Pointe — Gare SNCF ⥋ Lavaur — Gare Routière / Castres — Gare Routière/SNCF       | Saint-Sulpice-la-Pointe — Gare SNCF ⥋ Lavaur — Gare Routière / Castres — Gare Routière/SNCF       |
| 765   | Ouverture / Fermeture — / — | Longueur —                                                                                        | Durée 20-70 min                                                                                   | Nb. d’arrêts 23                                                                                   | Matériel —                                                                                        | Jours de fonctionnement L, Ma, Me, J, V, S                                                        | Jour / Soir / Nuit / Fêtes O / N / N / N                                                          | Voy. / an —                                                                                       | Dépôt —                                                                                           |
| 765   | Desserte : - Villes et lieux desservis : Saint-Sulpice-la-Pointe, Lavaur, Viterbe, Saint-Paul-Cap-de-Joux, Guitalens, Lalbarède, Vielmur-sur-Agout, Frejeville, Castres. - Gares desservies : Castres, Saint-Sulpice (Tarn), Gare Routière de Lavaur. |                                                                                                   |                                                                                                   |                                                                                                   |                                                                                                   |                                                                                                   |                                                                                                   |                                                                                                   |                                                                                                   |
| 765   | Autre : - Arrêts non accessibles aux UFR : Tous sauf Saint-Sulpice Gare SNCF, Lavaur Gare Routière et Castres Gare Routière/SNCF. - Amplitudes horaires : La ligne circule du lundi au vendredi de 6h20 à 19h35 et le samedi de 9h00 à 19h35. - Date de dernière mise à jour : 31 août 2019. |                                                                                                   |                                                                                                   |                                                                                                   |                                                                                                   |                                                                                                   |                                                                                                   |                                                                                                   |                                                                                                   |
| 765   | Dernière actualisation : — |                                                                                                   |                                                                                                   |                                                                                                   |                                                                                                   |                                                                                                   |                                                                                                   |                                                                                                   |                                                                                                   |
| 766   | Castres — Gare Routière/SNCF ⥋ Lacaune — Centre | Castres — Gare Routière/SNCF ⥋ Lacaune — Centre                                                   | Castres — Gare Routière/SNCF ⥋ Lacaune — Centre                                                   | Castres — Gare Routière/SNCF ⥋ Lacaune — Centre                                                   | Castres — Gare Routière/SNCF ⥋ Lacaune — Centre                                                   | Castres — Gare Routière/SNCF ⥋ Lacaune — Centre                                                   | Castres — Gare Routière/SNCF ⥋ Lacaune — Centre                                                   | Castres — Gare Routière/SNCF ⥋ Lacaune — Centre                                                   | Castres — Gare Routière/SNCF ⥋ Lacaune — Centre                                                   |
| 766   | Ouverture / Fermeture — / — | Longueur —                                                                                        | Durée 80 min                                                                                      | Nb. d’arrêts 27                                                                                   | Matériel —                                                                                        | Jours de fonctionnement L, Ma, Me, J, V, S                                                        | Jour / Soir / Nuit / Fêtes O / N / N / N                                                          | Voy. / an —                                                                                       | Dépôt —                                                                                           |
| 766   | Desserte : - Villes et lieux desservis : Castres, Burlats, Roquecourbe, Vabre, Lacaze, Viane, Gijounet, Lacaune. - Gare desservie : Castres. |                                                                                                   |                                                                                                   |                                                                                                   |                                                                                                   |                                                                                                   |                                                                                                   |                                                                                                   |                                                                                                   |
| 766   | Autre : - Arrêts non accessibles aux UFR : Tous. - Amplitudes horaires : La ligne circule du lundi au vendredi de 6h10 à 20h10 et le samedi de 8h20 à 18h30. - Date de dernière mise à jour : 31 août 2019. |                                                                                                   |                                                                                                   |                                                                                                   |                                                                                                   |                                                                                                   |                                                                                                   |                                                                                                   |                                                                                                   |
| 766   | Dernière actualisation : — |                                                                                                   |                                                                                                   |                                                                                                   |                                                                                                   |                                                                                                   |                                                                                                   |                                                                                                   |                                                                                                   |
| 767   | Castres — Gare Routière/SNCF ⥋ Revel — Salle Claude Nougaro / Saint-Ferréol | Castres — Gare Routière/SNCF ⥋ Revel — Salle Claude Nougaro / Saint-Ferréol                       | Castres — Gare Routière/SNCF ⥋ Revel — Salle Claude Nougaro / Saint-Ferréol                       | Castres — Gare Routière/SNCF ⥋ Revel — Salle Claude Nougaro / Saint-Ferréol                       | Castres — Gare Routière/SNCF ⥋ Revel — Salle Claude Nougaro / Saint-Ferréol                       | Castres — Gare Routière/SNCF ⥋ Revel — Salle Claude Nougaro / Saint-Ferréol                       | Castres — Gare Routière/SNCF ⥋ Revel — Salle Claude Nougaro / Saint-Ferréol                       | Castres — Gare Routière/SNCF ⥋ Revel — Salle Claude Nougaro / Saint-Ferréol                       | Castres — Gare Routière/SNCF ⥋ Revel — Salle Claude Nougaro / Saint-Ferréol                       |
| 767   | Ouverture / Fermeture — / — | Longueur —                                                                                        | Durée 15-40 min                                                                                   | Nb. d’arrêts 12                                                                                   | Matériel —                                                                                        | Jours de fonctionnement L, Ma, Me, J, V                                                           | Jour / Soir / Nuit / Fêtes O / N / N / N                                                          | Voy. / an —                                                                                       | Dépôt —                                                                                           |
| 767   | Desserte : - Villes et lieux desservis : Castres, Saïx, Cambounet-sur-le-Sor, Soual, Lescout, Lempaut, Blan, Revel. - Gare desservie : Castres. |                                                                                                   |                                                                                                   |                                                                                                   |                                                                                                   |                                                                                                   |                                                                                                   |                                                                                                   |                                                                                                   |
| 767   | Autre : - Arrêts non accessibles aux UFR : Tous sauf Castres Gare Routière/SNCF et Revel Salle Claude Nougaro. - Amplitudes horaires : La ligne circule du lundi au vendredi de 6h45 à 19h55. - Date de dernière mise à jour : 31 août 2019. |                                                                                                   |                                                                                                   |                                                                                                   |                                                                                                   |                                                                                                   |                                                                                                   |                                                                                                   |                                                                                                   |
| 767   | Dernière actualisation : — |                                                                                                   |                                                                                                   |                                                                                                   |                                                                                                   |                                                                                                   |                                                                                                   |                                                                                                   |                                                                                                   |
| 768   | Mazamet — Gare SNCF ⥋ Sémalens — Mairie | Mazamet — Gare SNCF ⥋ Sémalens — Mairie                                                           | Mazamet — Gare SNCF ⥋ Sémalens — Mairie                                                           | Mazamet — Gare SNCF ⥋ Sémalens — Mairie                                                           | Mazamet — Gare SNCF ⥋ Sémalens — Mairie                                                           | Mazamet — Gare SNCF ⥋ Sémalens — Mairie                                                           | Mazamet — Gare SNCF ⥋ Sémalens — Mairie                                                           | Mazamet — Gare SNCF ⥋ Sémalens — Mairie                                                           | Mazamet — Gare SNCF ⥋ Sémalens — Mairie                                                           |
| 768   | Ouverture / Fermeture — / — | Longueur —                                                                                        | Durée 40 min                                                                                      | Nb. d’arrêts 17                                                                                   | Matériel —                                                                                        | Jours de fonctionnement L, Ma, Me, J, V                                                           | Jour / Soir / Nuit / Fêtes O / N / N / N                                                          | Voy. / an —                                                                                       | Dépôt —                                                                                           |
| 768   | Desserte : - Villes et lieux desservis : Mazamet, Aussillon, Saint-Alby, Aiguefonde, Labruguière, Viviers-les-Montagnes, Saint-Affrique-les-Montagnes, Soual, Cambounet-sur-le-Sor, Sémalens. - Gare desservie : Mazamet. |                                                                                                   |                                                                                                   |                                                                                                   |                                                                                                   |                                                                                                   |                                                                                                   |                                                                                                   |                                                                                                   |
| 768   | Autre : - Arrêts non accessibles aux UFR : Tous sauf Mazamet Gare SNCF et Sémalens Mairie. - Amplitudes horaires : La ligne circule du lundi au vendredi de 6h20 à 19h05. - Date de dernière mise à jour : 31 août 2019. |                                                                                                   |                                                                                                   |                                                                                                   |                                                                                                   |                                                                                                   |                                                                                                   |                                                                                                   |                                                                                                   |
| 768   | Dernière actualisation : — |                                                                                                   |                                                                                                   |                                                                                                   |                                                                                                   |                                                                                                   |                                                                                                   |                                                                                                   |                                                                                                   |

## Tarifs et carte Pastel
| Tarifs                                            | Prix    | Âge limite |
| ------------------------------------------------- | ------- | ---------- |
| Ticket unique                                     | 2,00 €  | Tout âge   |
| Carnet de tickets 10 voyages avec la carte Pastel | 15,00 € | Tout âge   |
| Carte mensuelle avec la carte Pastel              | 80,00 € | Tout âge   |

La carte Pastel

La carte Pastel est valable sur les réseaux de transport en commun de :
- TER Occitanie
- Réseau Arc-en-ciel
- Albibus (Albi)
- Tisséo (Toulouse)